# Cartello del Nord-est
Il Cartello del Nord-est (in spagnolo: Cartel Del Noreste) è un'organizzazione criminale messicana nata dalla scissione con i Los Zetas a seguito della cattura di Omar Treviño Morales (alias Z-42, capo dei Los Zetas).
La nuova organizzazione fu guidata dal nipote di questi, Juan Francisco Treviño (alias "Kiko" Treviño).
Le principali attività criminali del cartello sono: estorsione, furto di veicoli, tratta di persone, narcotraffico, terrorismo, sequestro di persona, riciclaggio di denaro, controllo della prostituzione.
Sono operativi negli stati di Tamaulipas, Nuevo León, Coahuila, Zacatecas e San Luis Potosí.
Si ipotizza sia operativa anche negli Stati Uniti, in Guatemala, Honduras e Colombia. In quest'ultimo stato si approvvigionerebbero di cocaina in sostituzione dei Los Zetas.

## Struttura
La struttura del cartello ha cambiato completamente lo schema di organizzazione dei cartelli messicani, eliminando il concetto di jefe de plaza (Capo della piazza), avendo come unico capo Juan Francisco Treviño, che dà gli ordini a dei comandanti di piccole aree che siano in una città o in una colonia.
Si è conservato invece la modalità operativa di tipo militare ereditata dai Los Zetas.
A seguito della cattura di Kiko Treviño nel 2016 negli Stati Uniti, suo figlio Juan Gerardo Treviño, alias El Huevo, diventa il nuovo capo del cartello.
- Los Halcones, Punteros, Focas o Celluleè il livello più basso della gerarchia, sono vedette incaricate di controllare le attività delle autorità o di altri cartelli della droga. Di solito sono ragazzi tra i 12 e i 25 anni con poche risorse che girano in motorino e automobile. Vengono pagati 5 000 pesos ogni due settimane.
Los EstacasSimili a una squadra dell'esercito messicano composta da 12 persone e operano in città notte e giorno stando su delle camionette e ricevono ordini dai loro comandanti per fare sparatorie o commettere omicidi. anche loro sono giovani tra i 12 e i 25 anni vestiti con gilet, con indosso armi corte, lunghe e sofisticate di livello militare. Vengono pagati da 15 000 a 60 000 pesos bisettimanali.

### I comandanti
Per ognuna delle città controllate dall'organizzazione si designano dei comandanti che sono incaricati di far eseguire gli ordini e di controllare le bande che lavorano per il cartello.
Questi comandanti cambiano costantemente, poiché i più bassi nell'organizzazione in quanto sono gli obiettivi principali delle autorità e delle bande rivali.

## Storia
Dopo la cattura di Omar Treviño Morales nel 2014, suo fratello Juan Francisco Treviño Morales assunse la guida di Los Zetas causando il malcontento di altri esponenti. Questa disputa per la leadership portò a lotte interne e infine alla scissione di alcuni membri, capitanati dal nipote omonimo Juan Francisco (alias "Kiko" Treviño). Il nuovo gruppo, ribattezzato "Cartello del Nord-est" (come la vecchia alleanza tra gli Zeta e il Cartello di Beltrán Leyva) fu immediatamente reso pubblico, con l'annuncio che la loro roccaforte principale sarebbe stata la "piazza" di Nuevo Laredo. Il territorio di Tamaulipas, punto caldo del cartello, è da allora conteso con organizzazioni criminali come i Los Zetas originali e il Cartello del Golfo.
Il braccio armato del cartello, noto per la sua brutalità, è formato dalla "tropa del infierno" ("truppa dell'inferno"), un altro gruppo dissidente dei Los Zetas; il loro leader è identificato in modo univoco come "El Werko".
Il 10 febbraio 2020, Pablo Cesar alias "El Takia", il principale luogotenente del cartello di Nuevo Laredo, è stato arrestato nello stato di Tamaulipas, accusato di aver partecipato all'esecuzione di cinque funzionari dell'allora procuratore generale di Tamaulipas in eventi verificatisi nella notte del 4 gennaio 2017 nel comune di Nuevo Laredo. Il 26 marzo undici membri del cartello sono stati arrestati in varie operazioni di intelligence, insieme al sequestro di armi di vario calibro, veicoli, cartucce, droghe e attrezzature tattiche, nel comune di Torreón, nello stato di Coahuila.

## Esponenti di spicco
- Kiko Treviño, capo dal 2014 al 2016
- Juan Gerardo Treviño Chávez, alias "El Huevo, capo dal 2016 al 2019
- Cippo, alias "El Mat" , capo dal 2019 a oggi